# Rhodostrophia phaenicearia
Rhodostrophia phaenicearia är en fjärilsart som beskrevs av George Francis Hampson 1907. Rhodostrophia phaenicearia ingår i släktet Rhodostrophia och familjen mätare. Inga underarter finns listade.